# شورد وولبرخت
شورد وولبرخت (انگلیسی: Sjoerd Vollebregt؛ زادهٔ ۱۰ دسامبر ۱۹۵۴) قایقران قایق بادبانی اهل هلند است.